# 1699
- Wikisource

| Calendário gregoriano                                                        | 1699 MDCXCIX                        |
| Ab urbe condita                                                              | 2452                                |
| Calendário arménio                                                           | 1148 – 1149                         |
| Calendário bahá'í                                                            | -145 – -144                         |
| Calendário budista                                                           | 2243                                |
| Calendário chinês                                                            | 4395 – 4396 Início a 31 de janeiro  |
| Calendário copta                                                             | 1415 – 1416                         |
| Calendário etíope                                                            | 1691 – 1692                         |
| Calendários hindus - Vikram Samvat - Calendário nacional indiano - Cáli Iuga | 1754 – 1755 1620 – 1621 4799 – 4800 |
| Calendário Holoceno                                                          | 11699                               |
| Calendário islâmico                                                          | 1111 – 1112                         |
| Calendário judaico                                                           | 5459 – 5460                         |
| Calendário persa                                                             | 1077 – 1078                         |
| Calendário rúnico                                                            | 1949                                |
| Calendário solar tailandês                                                   | 2242                                |

1699 (MDCXCIX, na numeração romana)  foi um ano comum do século XVII do actual Calendário Gregoriano, da Era de Cristo, e a sua letra dominical foi D (53 semanas), teve início a uma quinta-feira e terminou também a uma quinta-feira.
| Ano completo                        |
| ----------------------------------- |
| Ano comum com início à quinta-feira |

- 30 de Março - Guru Gobind Singh, institui a Khalsa.

## Nascimentos
- 23 de Março - John Bartram, botânico americano (m. 1777).
- 13 de Maio - Em Lisboa, Sebastião José de Carvalho e Melo, Secretário de Estado (equivalente a Primeiro ministro) no reinado de José I de Portugal e 1º Marquês de Pombal.
- 10 de Dezembro - Rei Cristiano VI da Dinamarca.

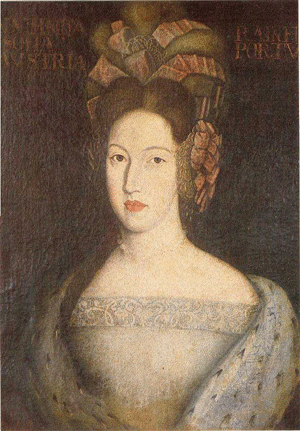
Retrato de Maria Sofia do Palatinado, (1666-1699), rainha de Portugal, segunda mulher de Pedro II de Portugal. Quadro de António de Olveira e Louredo no Museu Nacional dos Coches, Lisboa.

.

## Mortes
- 6 de Fevereiro - José Fernando da Baviera, Príncipe das Astúrias (n. 1692).
- 21 de Abril - Jean Racine.
- 22 de maio - Johann Georg Conradi, compositor alemão.
- 4 de agosto - Maria Sofia de Neuburgo, rainha de Portugal (n. 1666).
- 25 de Agosto - Rei Cristiano V da Dinamarca (n. 1646).

## Por tema
- 1699 no Brasil